# Province House (Nueva Escocia)
Province House es un edificio de gobierno situado en la ciudad de Halifax, la capital de provincia de Nueva Escocia. Alberga la asamblea legislativa de esa provincia, conocida oficialmente como la Cámara de la Asamblea de Nueva Escocia, se ha reunido todos los años desde 1819, lo que lo convierte en el edificio legislativo más antiguo de Canadá. Es también la casa de gobierno más antigua de Canadá. Con tres pisos de altura, la estructura se considera uno de los mejores ejemplos de arquitectura palladiana en América del Norte.
Province House se construyó en el mismo lugar que la anterior Governor's House, erigida por Edward Cornwallis en 1749. (La mesa de Cornwallis permanece en el dormitorio de Province House). La Casa de la Provincia se inauguró por primera vez el 11 de febrero de 1819. Una de las legislaturas en funcionamiento más pequeñas de América del Norte, Province House originalmente albergaba las funciones ejecutiva, legislativa y judicial de la colonia, todo en un solo edificio.
La Corte Suprema de Nueva Escocia celebró sus sesiones en la Casa de la Provincia (en lo que hoy es la biblioteca legislativa). En particular, Joseph Howe, un periodista y luego primer ministro de Nueva Escocia, fue juzgado por un cargo de difamación criminal el 2 de marzo de 1835 en Province House. Howe había publicado una carta anónima acusando a los políticos y la policía de Halifax de embolsarse 30.000 libras esterlinas durante un período de treinta años, y los políticos cívicos indignados se encargaron posteriormente de que Howe fuera acusado de difamación sediciosa. El juez presidente pidió la condena de Howe, pero el apasionado discurso de Howe en su propia defensa convenció al jurado y los miembros del jurado lo absolvieron en lo que se considera un caso histórico en la lucha por una prensa libre en Canadá.
El 20 de enero de 1842, el autor inglés Charles Dickens asistió a la inauguración de la Legislatura de Nueva Escocia. Dijo que era como mirar a Westminster a través del extremo equivocado de un telescopio.
Durante 1848, Province House fue el sitio de la primera forma de gobierno responsable en el Imperio Británico fuera del Reino Unido. El edificio está ubicado en el centro de Halifax en una cuadra bordeada por las calles Hollis, Granville, George y Prince.
Liderado por los esfuerzos de Joseph Howe, el Partido Anti-Confederación ganó una rotunda mayoría en las primeras elecciones celebradas después de que Nueva Escocia se uniera a la Confederación de Canadá el 1 de julio de 1867.
Province House fue designada Sitio Histórico Nacional de Canadá en 1996, en reconocimiento a su estatus como el edificio legislativo más antiguo de Canadá y al papel que desempeñó en el desarrollo de un gobierno responsable y la libertad de prensa en el país. También es una propiedad inscrita en la provincia de conformidad con la legislación provincial sobre patrimonio.

## Asamblea Legislativa

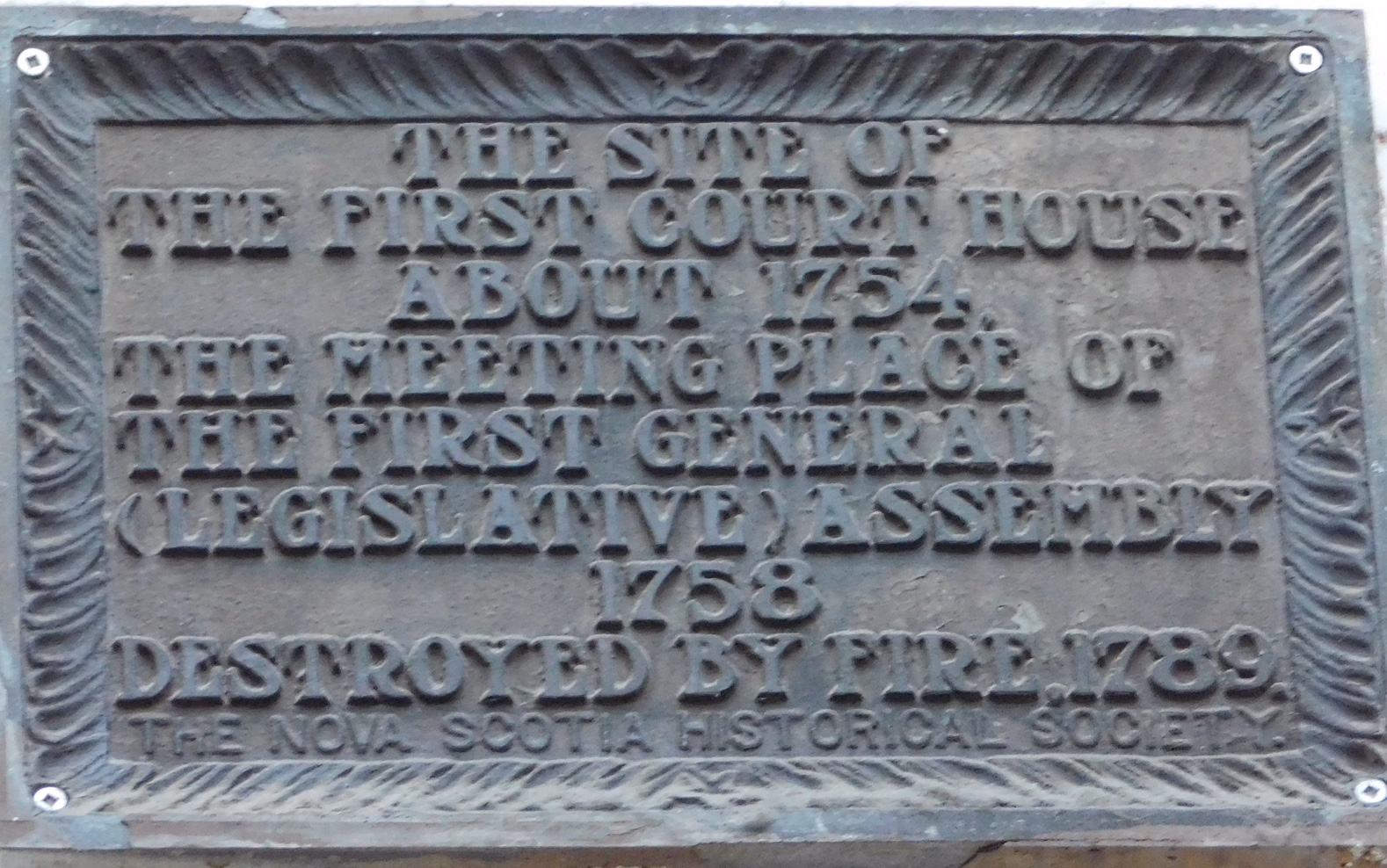
Sitio de la Primera Asamblea Legislativa. Placa de la Sociedad Histórica Real de Nueva Escocia

Province House es la sede de la Cámara de la Asamblea, la asamblea legislativa electa de Nueva Escocia. En 1908 y 2008, hubo importantes celebraciones oficiales en Nueva Escocia y Canadá para conmemorar el 150.º y 250.º aniversario del nacimiento de la democracia parlamentaria (es decir, el gobierno representativo) en Canadá, que comenzó en Nueva Escocia. El primer evento estuvo marcado por la creación de la Torre Dingle y el segundo por una celebración de un año del nacimiento de la democracia parlamentaria en Canadá. La celebración se tituló Democracia 250.
El 2 de octubre de 1758, la Cámara de la Asamblea de Nueva Escocia se reunió por primera vez en un modesto edificio de madera en la esquina de las calles Argyle y Buckingham en Halifax. Fue una asamblea de veintidós hombres, que se reunieron para deliberar como parlamento sobre cuestiones que afectan a la colonia. Con el voto limitado a los hombres protestantes que poseían tierras libres, fue un comienzo modesto y su influencia con el gobernador designado por los británicos fue cuestionable. Fue la primera asamblea electa de este tipo en lo que finalmente se convirtió en Canadá.
El 31 de enero de 1837, Simon d'Entremont y Frederick A. Robicheau se convirtieron en los primeros acadianos elegidos para la Cámara de la Asamblea (Joseph Winniett, cuya madre era acadia, fue elegido miembro de la Asamblea en 1761). (Dos meses después, el 24 de marzo de 1837, los hombres negros en Canadá obtuvieron el derecho al voto). En 1893, Edith Archibald y otros hicieron el primer intento oficial de aprobar un proyecto de ley de sufragio para mujeres propietarias en Nova. Scotia, que fue aprobada por la legislatura pero anulada por el fiscal general James Wilberforce Longley (quien se opuso a los sindicatos y la emancipación femenina durante los veinte años que estuvo en el cargo).
El 26 de abril de 1918, como resultado del Consejo Local de Mujeres de Halifax (LCWH), la Cámara de la Asamblea aprobó la Ley de Franquicia de Nueva Escocia, que otorgó a las mujeres el derecho a votar en las elecciones provinciales de Nueva Escocia, la primera provincia en hacer así en el Atlántico de Canadá. (Un mes después, el primer ministro de Nueva Escocia y Canadá, Robert Borden, cuya esposa Laura Bond fue ex presidenta de la LCWH, utilizó su mayoría para aprobar el sufragio femenino en todo el país). Casi cuarenta y tres años después, el 1 de febrero de 1961, Gladys Porter fue la primera mujer elegida para la Asamblea. En 1993, Wayne Adams es elegido el primer miembro negro de la Asamblea. La legislatura de Nueva Escocia fue la tercera en Canadá en aprobar leyes de derechos humanos (1963).

## La biblioteca (ex Tribunal Supremo)

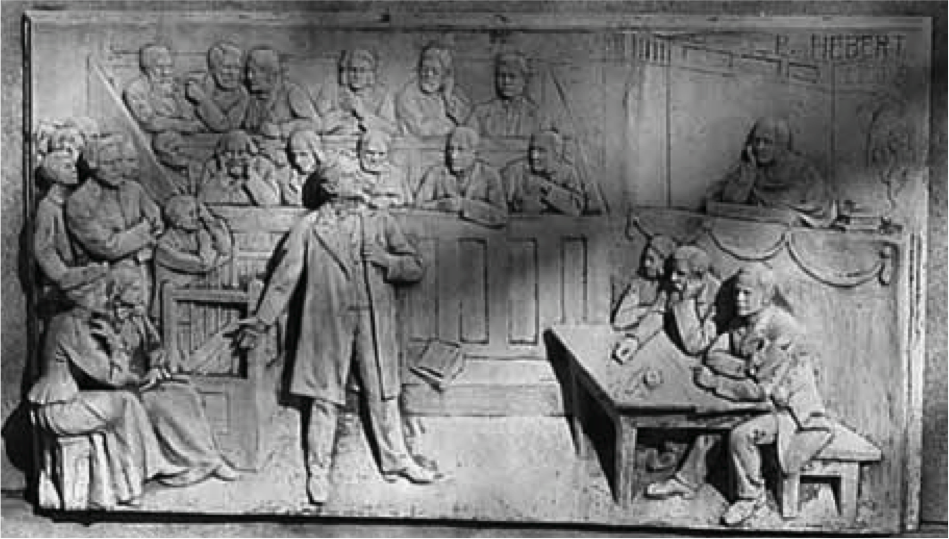
Juicio por difamación de Joseph Howe, Tribunal Supremo (base de la estatua de Joseph Howe, patio de la corte)

La Biblioteca Legislativa, ubicada en el segundo piso entre la Cámara Roja y la Asamblea Legislativa, fue originalmente la sede de la Corte Suprema de Nueva Escocia, hasta que la corte superó el espacio. El primer juicio importante en la corte fue contra Richard John Uniacke Jr. por matar a William Bowie en el último duelo letal en Nueva Escocia (1819).
La sala de la Corte Suprema fue el lugar del juicio de Joseph Howe en 1835 por difamación sediciosa. El 2 de marzo de 1835, el editor del periódico Joseph Howe se defendió en el juicio en la biblioteca actual por difamación sediciosa por parte de políticos cívicos en Nueva Escocia. Muchos académicos consideran el éxito de Howe en este caso como un hito en la evolución de la libertad de prensa en Canadá.

## La Cámara Roja
La Cámara Roja fue anteriormente el lugar de reunión del Consejo de Nueva Escocia y más tarde del Consejo Legislativo, la cámara alta de la legislatura de Nueva Escocia. El Consejo Legislativo fue designado por el gobernador y fue abolido en 1928. Ahora la sala se utiliza para recepciones y otras reuniones.

## Patio de la Corte
La casa de la provincia está flanqueada por dos estatuas prominentes. Al norte de Province House se encuentra el South African War Memorial de Hamilton MacCarthy a la segunda guerra bóer. (MacCarthy también hizo el Monumento a la Guerra de Sudáfrica en los Jardines Públicos de Halifax y la estatua a Harold Lothrop Borden ). En uno de los paneles hay una escultura de la Batalla de Witpoort, que se hizo famosa por la muerte del neo-escocés Harold Lothrop Borden. Al sur de Province House hay una estatua de Joseph Howe, creada por el famoso escultor de Quebec Louis-Philippe Hébert.
En el lado norte de Province House hay un cañón del HMS Shannon, y en el lado sur hay un cañón del buque estadounidense Shannon capturado en la Guerra de 1812, USS Chesapeake.

## Galería

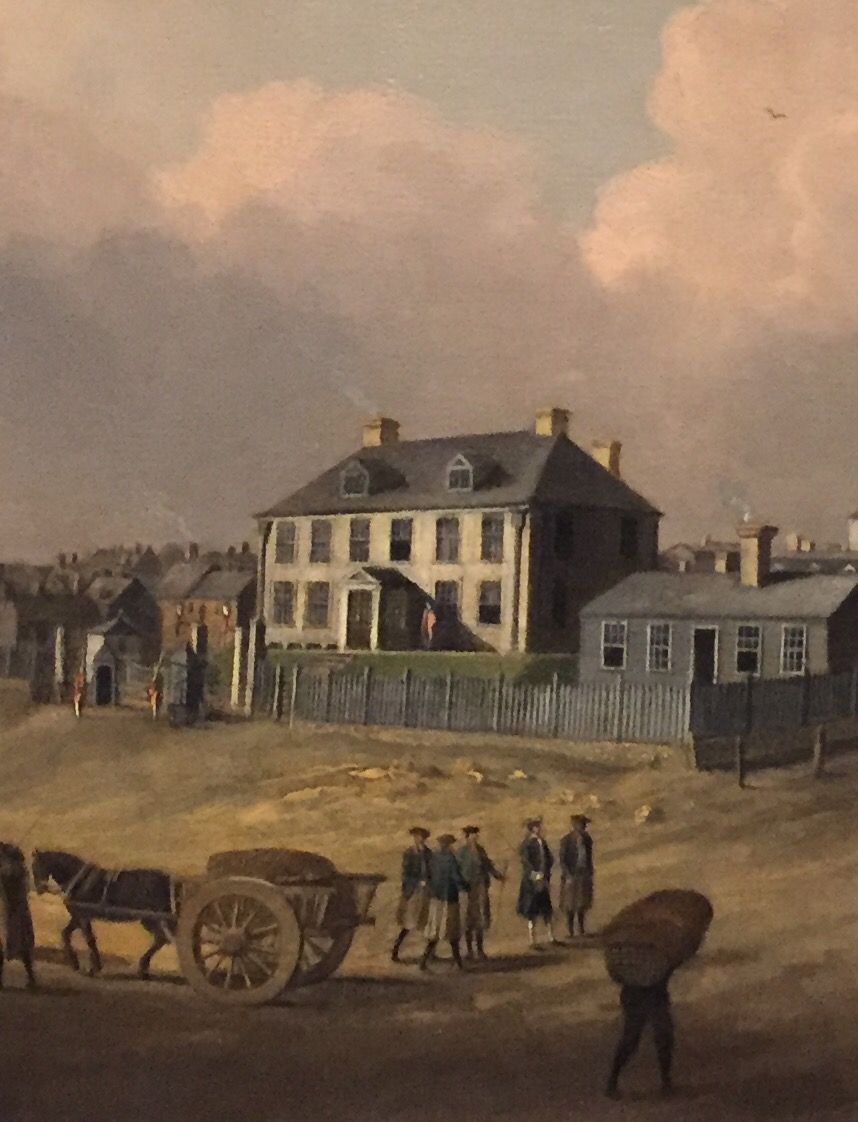
Casa del Gobernador
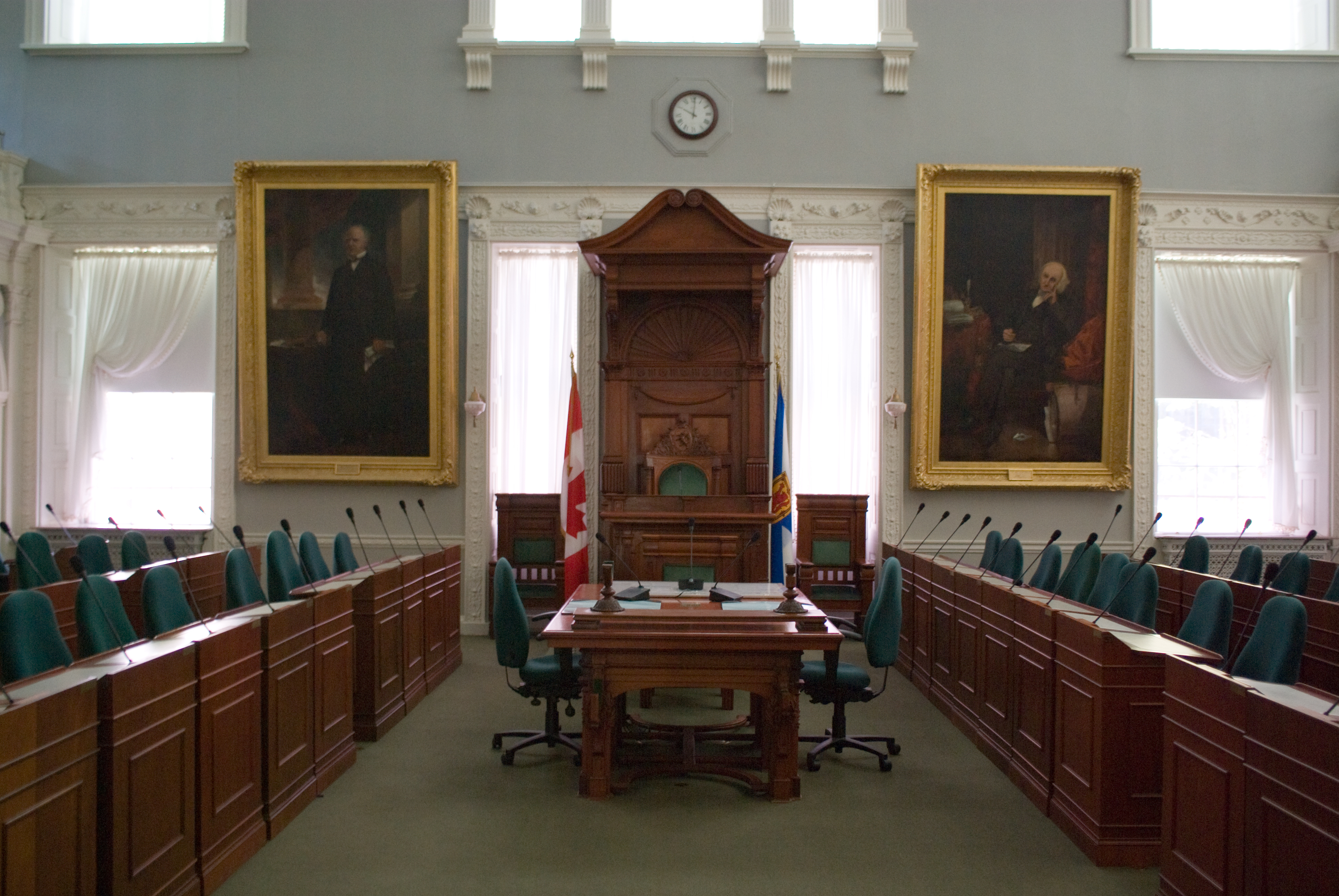
Cámara de la Asamblea de Nueva Escocia
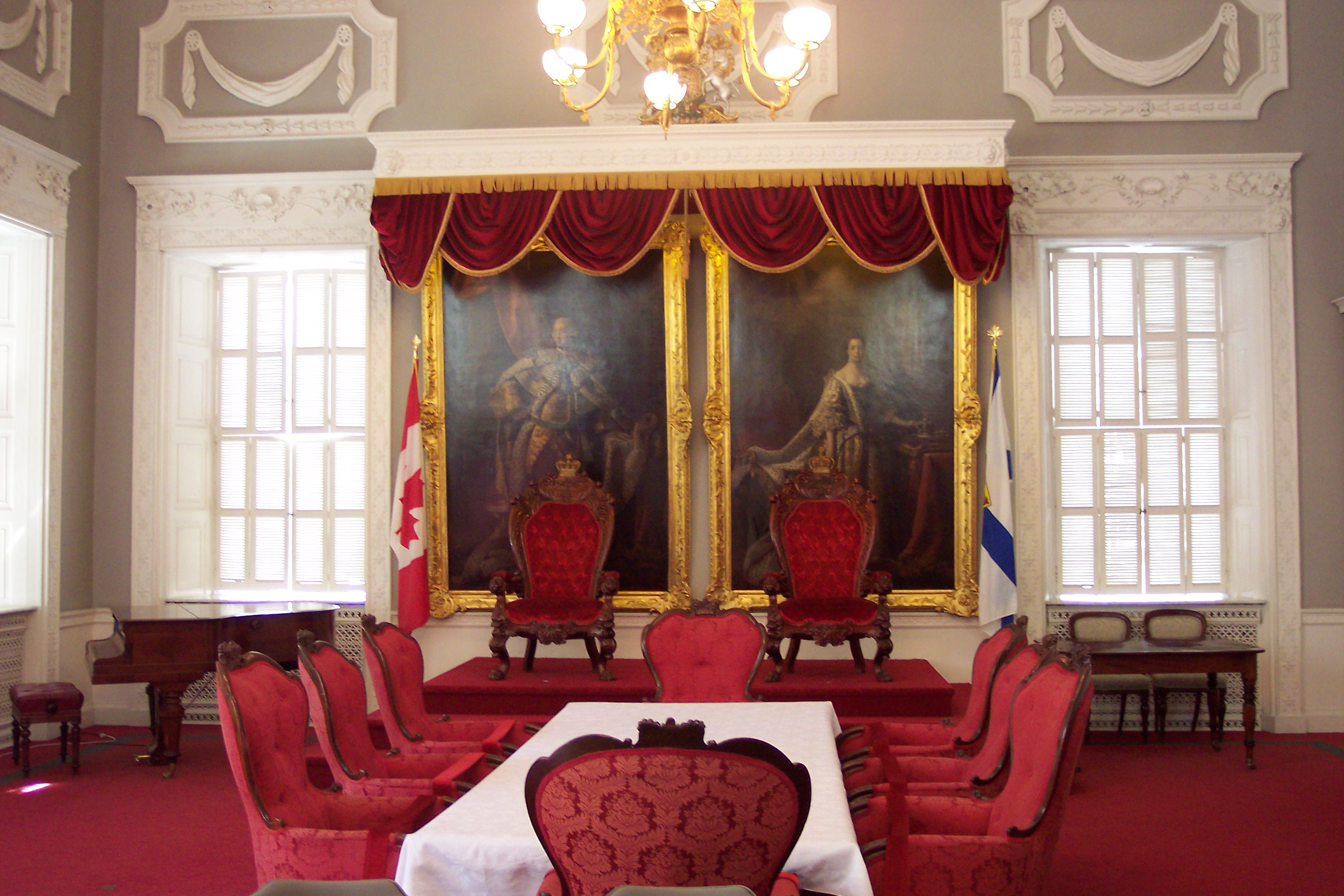
La Cámara Roja (Red Chamber)
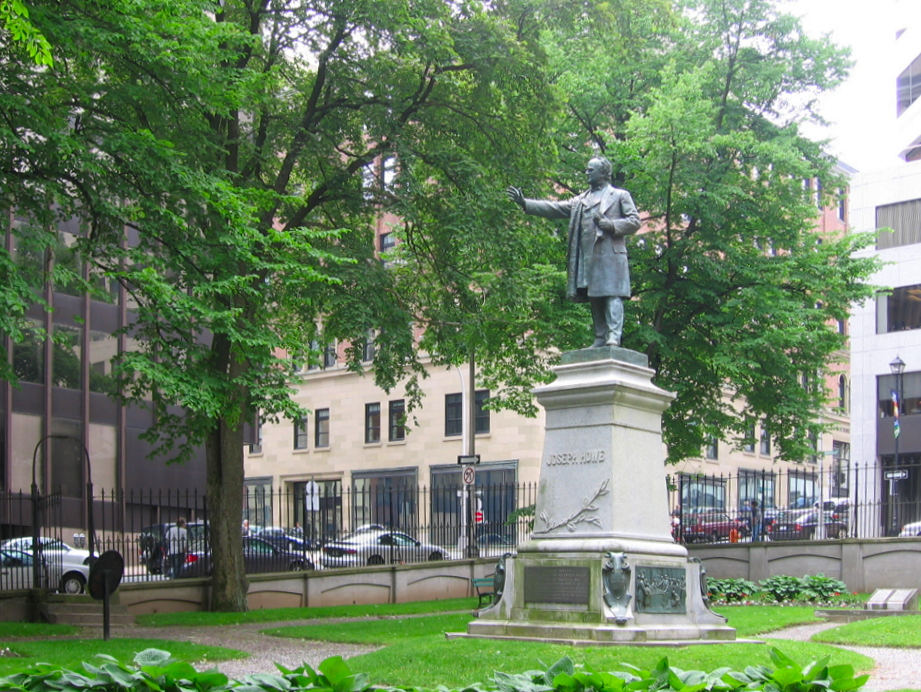
Estatua de Joaseph Howe en el Patio de la Corte

## Otras lecturas
- Thomas Atkins. Documentos relacionados con el primer establecimiento de una Asamblea Representativa en Nueva Escocia (1755-1761), vol. 5